# Восточный регион (Камерун)
Восточный регион (англ. East Region, фр. Région de l'Est) (до 2008 г. — Восточная провинция) — регион на востоке Камеруна. Граничит с ЦАР (на востоке), Конго (на юге), регионом Адамава (на севере), Центральным и Южным регионами (на западе). Самый большой регион страны (109 002 км²),

## География
Территория региона почти полностью находится на Южнокамерунском плато, формирующем юго-восточную часть страны. Высота колеблется от 500 до 1000 м над уровнем моря, за исключением низменностей на крайнем юго-востоке (200—500 м).
В юго-восточной части региона расположен национальный парк «Лобеке».

## Население
Большая часть населения относится к народам банту, другую часть составляют адамава-убангские народы, населяющие северные районы региона. Третью часть населения составляют фульбе, заметное меньшинство составляют также пигмеи.

## Административное деление
Подразделяется на 4 департамента:
| Название департамента | Оригинальное название (фр. ) | Площадь (км2) | Адм. центр                |
| --------------------- | ---------------------------- | ------------- | ------------------------- |
| Бумба и Нгоко         | Boumba-et-Ngoko              | 30 389        | Йокадума (Yokadouma)      |
| О-Ньонг               | Haut-Nyong                   | 36 384        | Абонг-Мбанг (Abong-Mbang) |
| Кадеи                 | Kadey                        | 15 884        | Батури (Batouri)          |
| Лом и Джерем          | Lom-et-Djerem                | 26 345        | Бертуа (Bertoua)          |
| Всего                 |                              | 109 002       |                           |

## Экономика
Промышленность развита слабо, основной деятельностью является заготовка леса и добыча полезных ископаемых. Большая часть населения занимаются сельским хозяйством, которое является для них единственным средством к существованию.

## Галерея

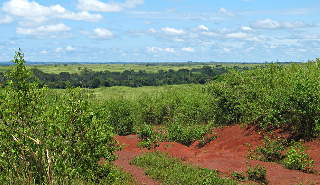
Местность около Бертуа.
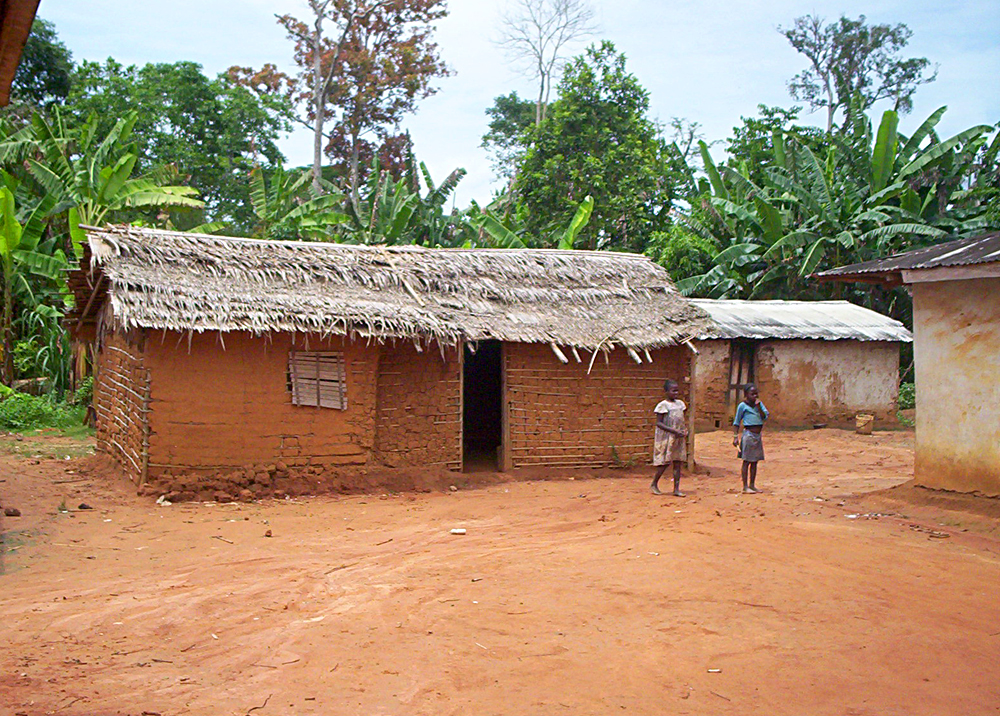
Типичное жилище банту.
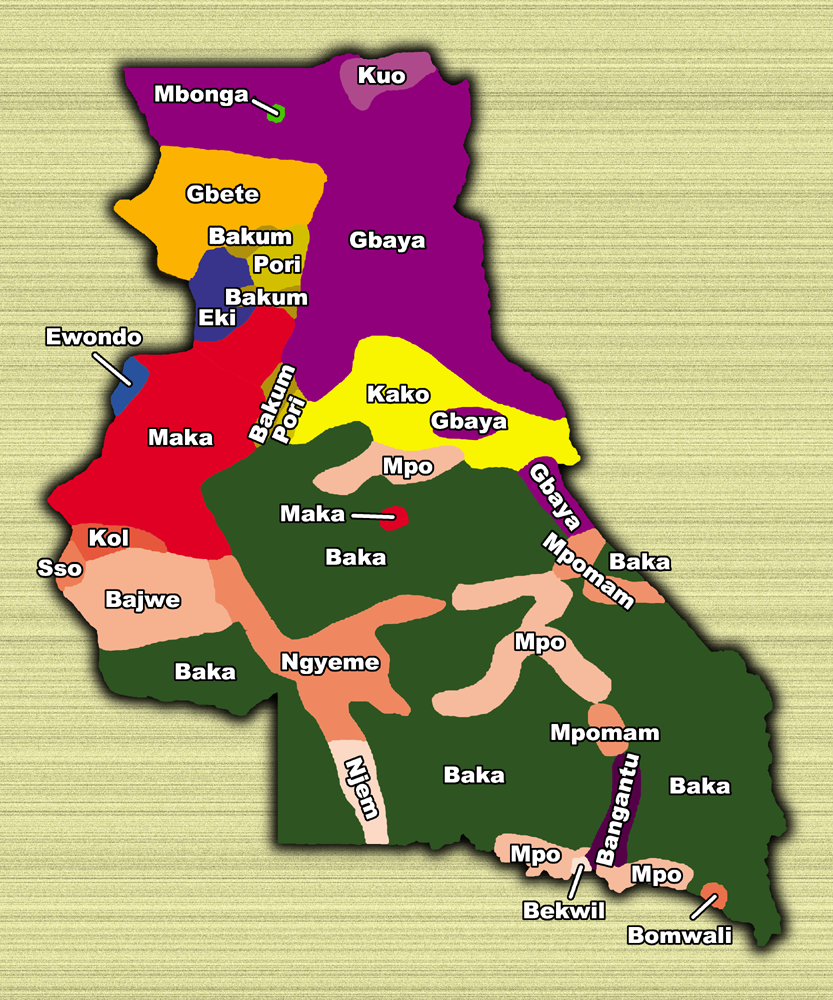
Географическое распределение этнических групп в Восточном регионе.